# Ренн
Ренн (фр. Rennes, брет. Roazhon, ґалло Resnn) — місто та муніципалітет у Франції, адміністративний центр регіону Бретань та департаменту Іль і Вілен. Населення — 225 081 особа (01.01.2021). Населення агломерації становило 690 467 мешканців (2012).
Муніципалітет розташований на відстані близько 310 км на захід від Парижа.

## Географія
Стародавній центр міста будувався на північному боці пагорба, крутішому ніж південна сторона. Цей пагорб розміщений у місці злиття двох річок: Іль і Вілен.

### Клімат
| Клімат Ренна                               | Клімат Ренна | Клімат Ренна | Клімат Ренна | Клімат Ренна | Клімат Ренна | Клімат Ренна | Клімат Ренна | Клімат Ренна | Клімат Ренна | Клімат Ренна | Клімат Ренна | Клімат Ренна | Клімат Ренна |
| Показник                                   | Січ.         | Лют.         | Бер.         | Квіт.        | Трав.        | Черв.        | Лип.         | Серп.        | Вер.         | Жовт.        | Лист.        | Груд.        | Рік          |
| Абсолютний максимум, °C                    | 16,8         | 20,9         | 23,4         | 28,7         | 30,8         | 36,3         | 40,1         | 39,5         | 34,8         | 30           | 21,4         | 17,8         | 40,1         |
| Середній максимум, °C                      | 8,7          | 9,7          | 12,7         | 15,2         | 18,9         | 22,2         | 24,5         | 24,3         | 21,6         | 17           | 12,1         | 9,1          | 16,4         |
| Середня температура, °C                    | 5,8          | 6,1          | 8,6          | 10,5         | 14,1         | 17,1         | 19,1         | 19           | 16,5         | 13,1         | 8,8          | 6,2          | 12,1         |
| Середній мінімум, °C                       | 3            | 2,6          | 4,5          | 5,9          | 9,3          | 11,9         | 13,8         | 13,7         | 11,4         | 9,1          | 5,5          | 3,3          | 7,9          |
| Абсолютний мінімум, °C                     | −14,7        | −11,2        | −7,3         | −3,2         | −1,2         | 2,2          | 5,5          | 4            | 1,9          | −4,6         | −7,5         | −12,6        | −14,7        |
| Середня кількість сонячних годин на місяць | 69,1         | 87,2         | 128,4        | 162,7        | 191,2        | 217,3        | 210,7        | 205,5        | 177,8        | 117,5        | 81,3         | 68,6         | 1717,1       |
| Норма опадів, мм                           | 67.6         | 49.1         | 51.6         | 50.9         | 67.2         | 46.7         | 49.1         | 37.8         | 59           | 74.8         | 67.5         | 72.7         | 694          |
| Днів з опадами                             | 11,5         | 9,4          | 9,8          | 9,9          | 9,8          | 7,3          | 7,3          | 6,4          | 7,7          | 11,1         | 11,7         | 12,4         | 114,4        |
| ------------------------------------------ | ------------ | ------------ | ------------ | ------------ | ------------ | ------------ | ------------ | ------------ | ------------ | ------------ | ------------ | ------------ | ------------ |
| Джерело: Meteo-France                      |              |              |              |              |              |              |              |              |              |              |              |              |              |

## Історія

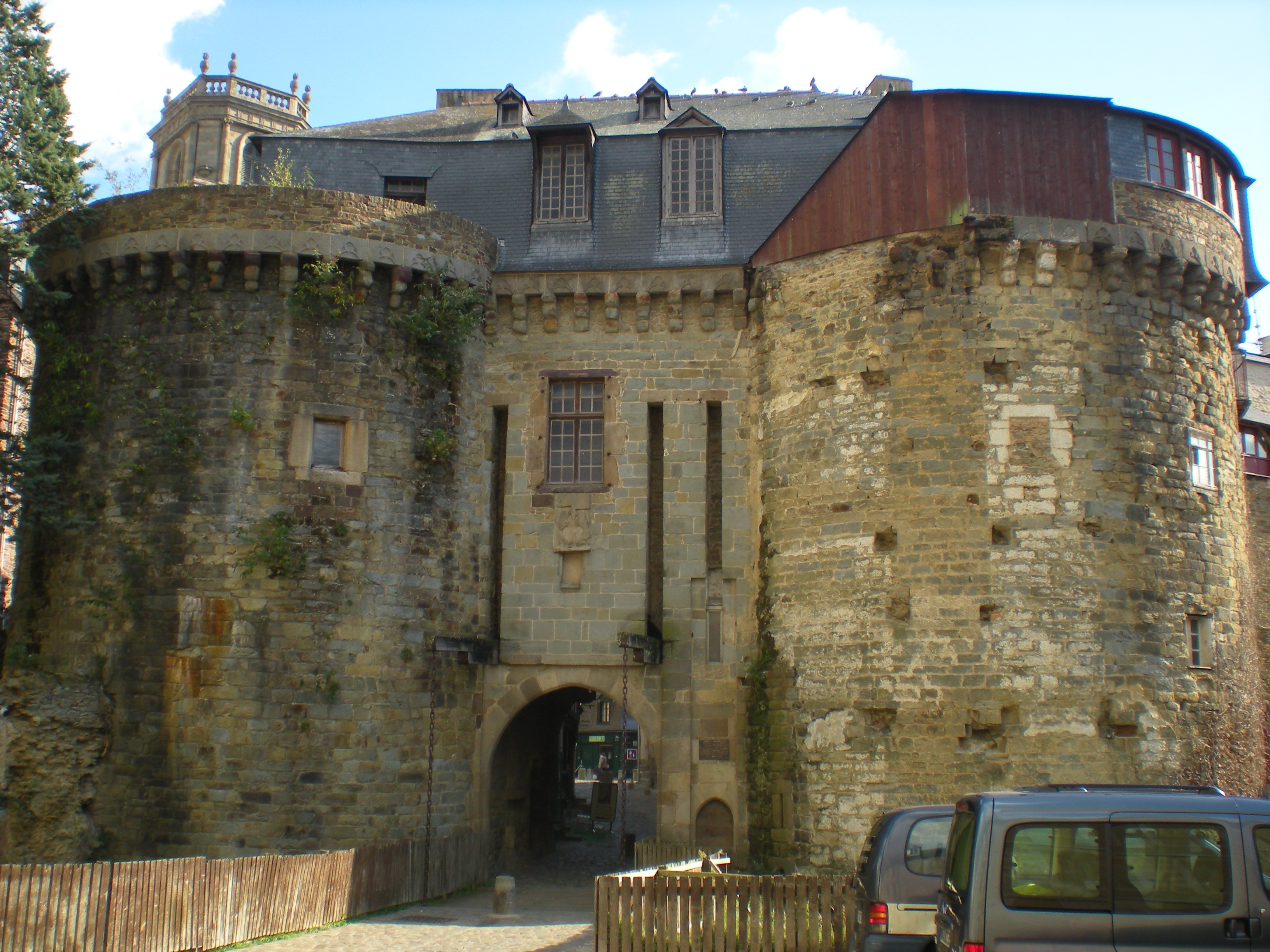
Ворота середньовічного Ренна

Назву місту дало кельтське плем'я Редон, що мешкало тут в давнину. Столиця Редон, з якої постало місто Ренн, стояла на перехресті основних шляхів області Арморика. Реннська єпархія веде відлік своєї історії з IV століття. У Середньовіччі графи Ренна оскаржували у графів Нанта верховенство в Бретані. Суперництво між Нантом і Ренном тривало й після приєднання Бретані до Франції на початку XVI століття.
Середньовічна забудова міста Ренн була знищена великою пожежею 1720 року, проте вцілів Палац парламенту Бретані з пишно декорованим головним залом. Центр міста, відбудований у XVIII столітті, є прикладом містобудівної політики класицизму з широкими вулицями, розташованими перпендикулярно одна до одної. Парадну забудову часів Людовика XV представляє міська ратуша. Тоді ж була каналізована річка Вілен.
Під час Французької революції місто слугувало плацдармом для придушення вандейського заколоту.
У роки Другої світової війни Ренн сильно постраждав від бомбардувань як німців, так і союзників: загинули тисячі містян, зруйновано багато старовинних будівель, зокрема й міський художній музей.

## Визначні місця
- Пам'ятки цивільної архітектури старого порядку: Палац парламенту Бретані (1618—1655), Реннська ратуша (1722), будівлі університету, єпископський палац (1672), театр.
- Сакральні пам'ятки — готична церква Сент-Обен та Реннський собор. Останній закладено в XII столітті, 1490 року зазнав часткового руйнування, новий фасад зведено в XVI—XVII ст. У XVIII столітті розібраний через загрозу нового обвалення, до 1844 року зведений заново в стилі класицизму.
- Ботанічний сад Табор, відкритий для відвідування з 1868 року.
- Реннський музей образотворчого мистецтва, заснований 1794 року.

## Освіта та культура

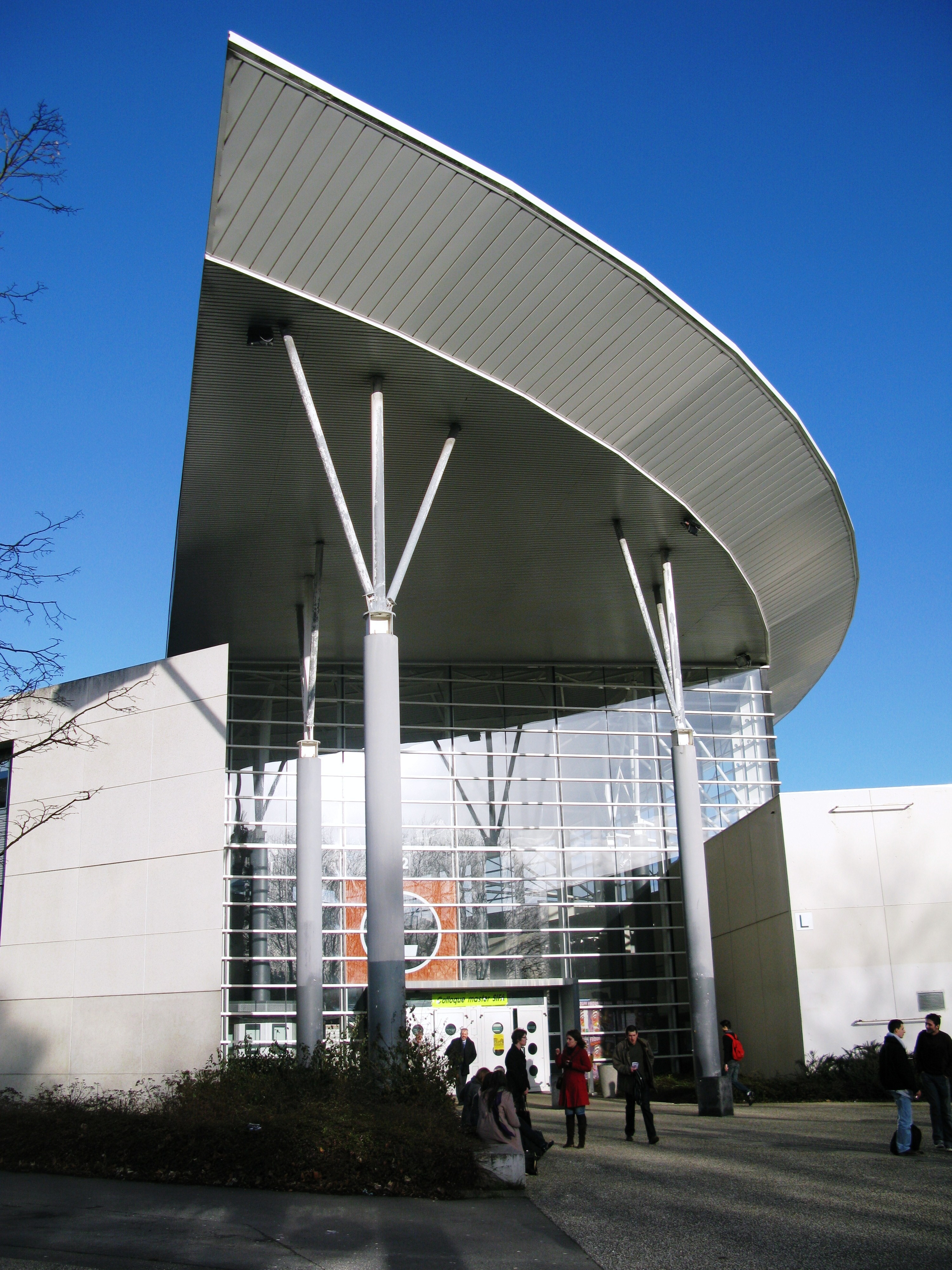
Університет Ренн II Верхньої Бретані

У XIX столітті університети (близько 60 000 студентів) складалися з факультетів юридичного, філософського та фізико-математичного та фармацевтичного інституту. Наприкінці століття в місті були такі заклади культури, як громадська бібліотека (600 тис. томів), консерваторія, художня школа, учительська семінарія (чоловіча та жіноча), хліборобське училище.
Зараз у місті діють Університет Ренн I та Університет Ренн II Верхньої Бретані.
25 квітня 2010 в Ренні пройшов міжнародний рок-фестиваль Thrash and Burn European Tour 2010.

## Спорт
У Ренні базується футбольний клуб «Стад Ренне» (відомий неофіційно просто як «Ренн»).

## Демографія
Динаміка населення (INSEE ):
Розподіл населення за віком та статтю (2006):
| Стать | Всього  | До 15 років | 15-24  | 25-44  | 45-64  | 65-85  | Понад 85 |
| --- | ------- | ----------- | ------ | ------ | ------ | ------ | -------- |
| Чоловіки | 97 722  | 14 140      | 23 882 | 30 612 | 18 829 | 9197   | 1062     |
| Жінки | 111 919 | 14 013      | 29 326 | 28 594 | 22 302 | 14 909 | 2775     |
| \| Статево-вікова піраміда \| Статево-вікова піраміда \| Статево-вікова піраміда \| \| ----------------------- \| ----------------------- \| ----------------------- \| \| Чоловіки \| Вік \| Жінки \| \| 1062 \| 85 + \| 2775 \| \| 1711 \| 80-84 \| 3297 \| \| 2189 \| 75-79 \| 3730 \| \| 2623 \| 70-74 \| 4111 \| \| 2674 \| 65-69 \| 3771 \| \| 3038 \| 60-64 \| 3946 \| \| 4793 \| 55-59 \| 5728 \| \| 5469 \| 50-54 \| 6170 \| \| 5529 \| 45-49 \| 6458 \| \| 5599 \| 40-44 \| 6108 \| \| 6209 \| 35-39 \| 5854 \| \| 8222 \| 30-34 \| 7229 \| \| 10 582 \| 25-29 \| 9403 \| \| 15 177 \| 20-24 \| 18 586 \| \| 8705 \| 15-20 \| 10 740 \| \| 4390 \| 10-14 \| 4537 \| \| 4529 \| 5-9 \| 4401 \| \| 5221 \| 0-4 \| 5075 \| |         |             |        |        |        |        |          |
| Статево-вікова піраміда |         |             |        |        |        |        |          |
| Чоловіки | Вік     | Жінки       |        |        |        |        |          |
| 1062 | 85 +    | 2775        |        |        |        |        |          |
| 1711 | 80-84   | 3297        |        |        |        |        |          |
| 2189 | 75-79   | 3730        |        |        |        |        |          |
| 2623 | 70-74   | 4111        |        |        |        |        |          |
| 2674 | 65-69   | 3771        |        |        |        |        |          |
| 3038 | 60-64   | 3946        |        |        |        |        |          |
| 4793 | 55-59   | 5728        |        |        |        |        |          |
| 5469 | 50-54   | 6170        |        |        |        |        |          |
| 5529 | 45-49   | 6458        |        |        |        |        |          |
| 5599 | 40-44   | 6108        |        |        |        |        |          |
| 6209 | 35-39   | 5854        |        |        |        |        |          |
| 8222 | 30-34   | 7229        |        |        |        |        |          |
| 10 582 | 25-29   | 9403        |        |        |        |        |          |
| 15 177 | 20-24   | 18 586      |        |        |        |        |          |
| 8705 | 15-20   | 10 740      |        |        |        |        |          |
| 4390 | 10-14   | 4537        |        |        |        |        |          |
| 4529 | 5-9     | 4401        |        |        |        |        |          |
| 5221 | 0-4     | 5075        |        |        |        |        |          |

## Транспорт
З 2002 року діє повністю автоматичний, без машиністів, Реннський метрополітен із 15 станціями. До 2008 року Ренн був найменшим містом у світі з повноцінним метро (пальму першості відібрав Лозаннський метрополітен).

## Економіка
Традиційно в Ренні були підприємства машинобудування, розвинені гончарне, меблеве та шкіряне виробництва, торгівля худобою, птицею, хлібом, медом, воском та лісом.
Зараз у Ренні є підприємства таких компаній, як Citroën, France Telecom.
2010 року серед 150 994 осіб працездатного віку (15—64 років) 98 201 була активною, 52 793 — неактивними (показник активності 65,0%, у 1999 році було 60,8%). З 98 201 активної мешканців працювали 84 723 особи (43 302 чоловіки та 41 421 жінка), безробітними було 13 478 (7155 чоловіків та 6323 жінки). Серед 52 793 неактивних 35 140 осіб було учнями чи студентами, 8115 — пенсіонерами, 9538 були неактивними з інших причин.
Місцева промисловість включає автомобільне виробництво і телекомунікації. Сітроен, наразі найбільший роботодавець Ренну, відкрив свій завод 1961 року. Понад 1000 осіб працює на Thomson.
Ренн — один з перших технополісів у Франції.
2007 року серед 152 150 осіб працездатного віку (15—64 років) 97 920 були активними, 54 230 — неактивними (показник активності 64,4 %, у 1999 році було 60,8 %). З 97 920 активних мешканців працювало 86 387 осіб (43 986 чоловіків та 42 401 жінка), безробітними було 11 533 (5938 чоловіків та 5595 жінок). Серед 54 230 неактивних 36 794 особи були учнями чи студентами, 7871 — пенсіонерами, 9565 були неактивними з інших причин.
2008 року в муніципалітеті нараховувалось 87 324 оподатковані домогосподарства, в яких мешкало 171721,5 споживачів, медіана доходів становила 18 656 євро на одного споживача.
У 2010 році в муніципалітеті було зазначене 87 607 оподаткованих домогосподарств, у яких проживали 172 570,0 особи, медіана доходів виносила 19 163 євро на одного особоспоживача

## Персоналії
- Шарль Ванель (1892—1989) — французький актор та кінорежисер.

## Уродженці
- Жульєн Стефан (нар. 1980) — французький футболіст, півзахисник, згодом — футбольний тренер.

## Галерея зображень

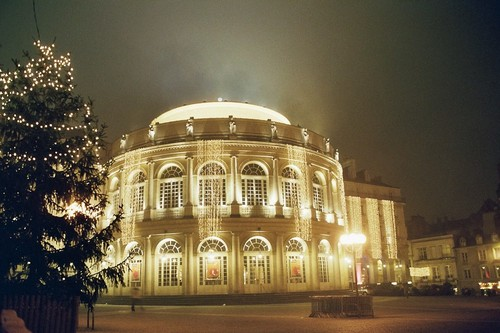
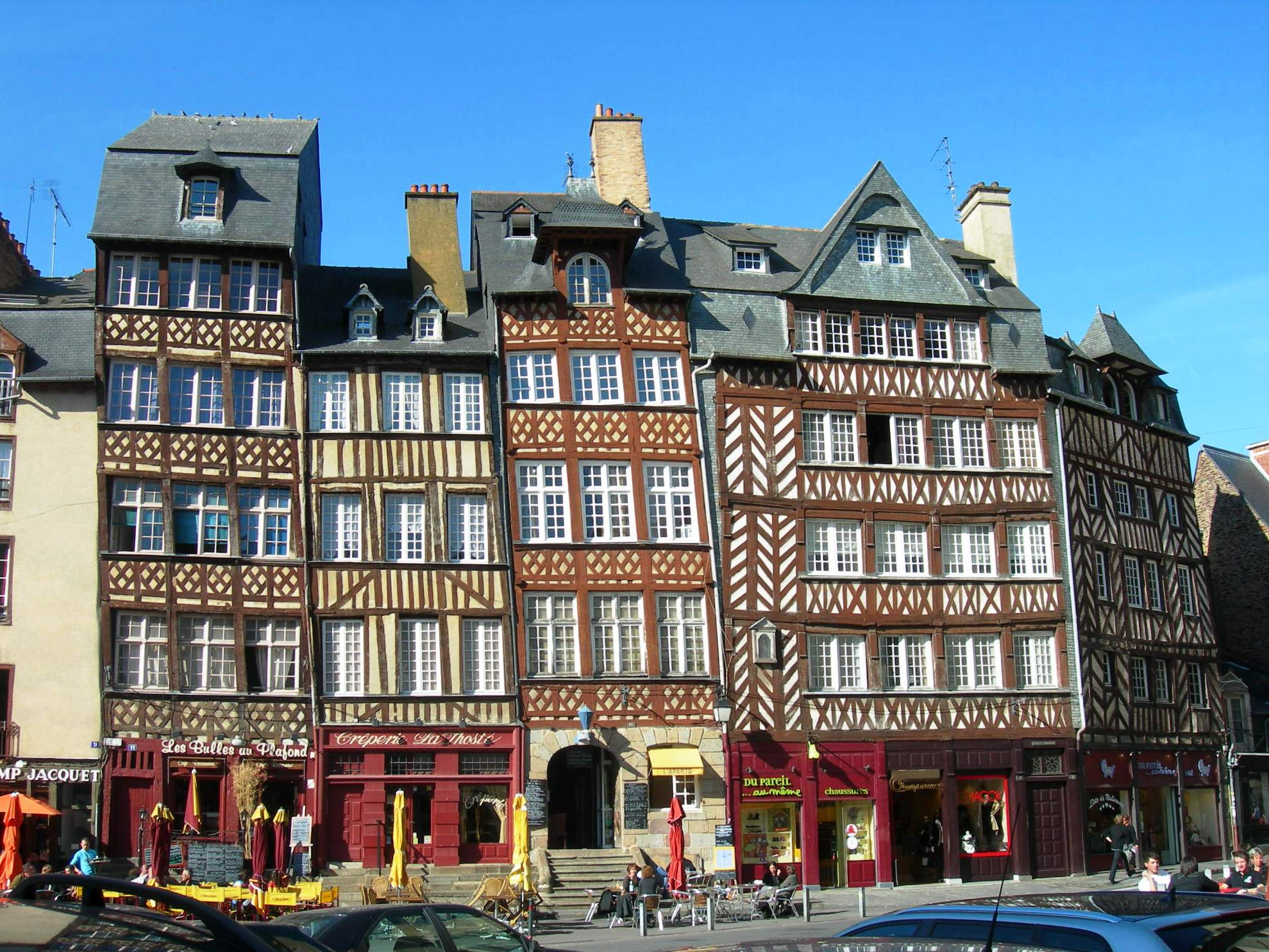
Середньовічний центр міста
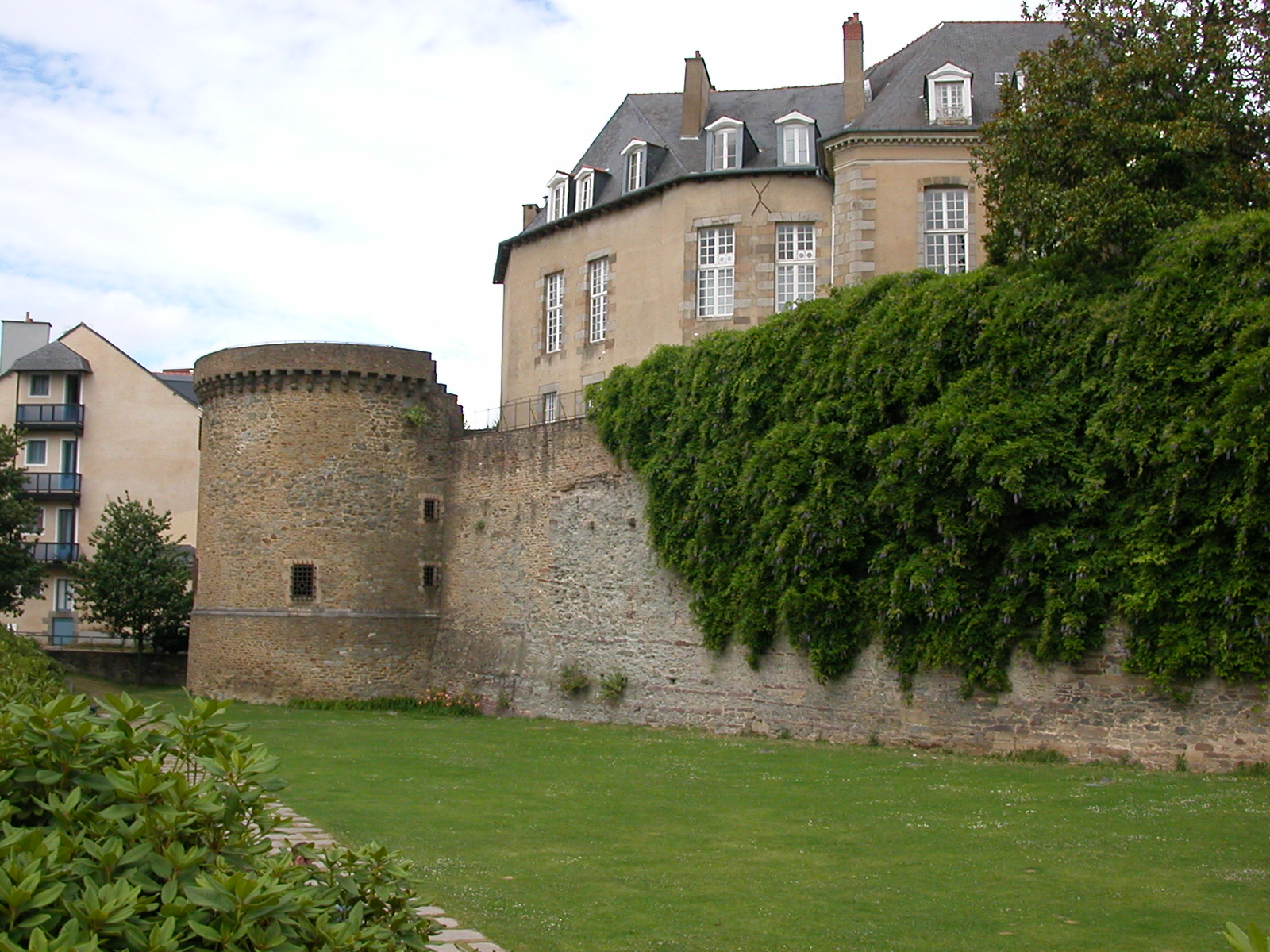
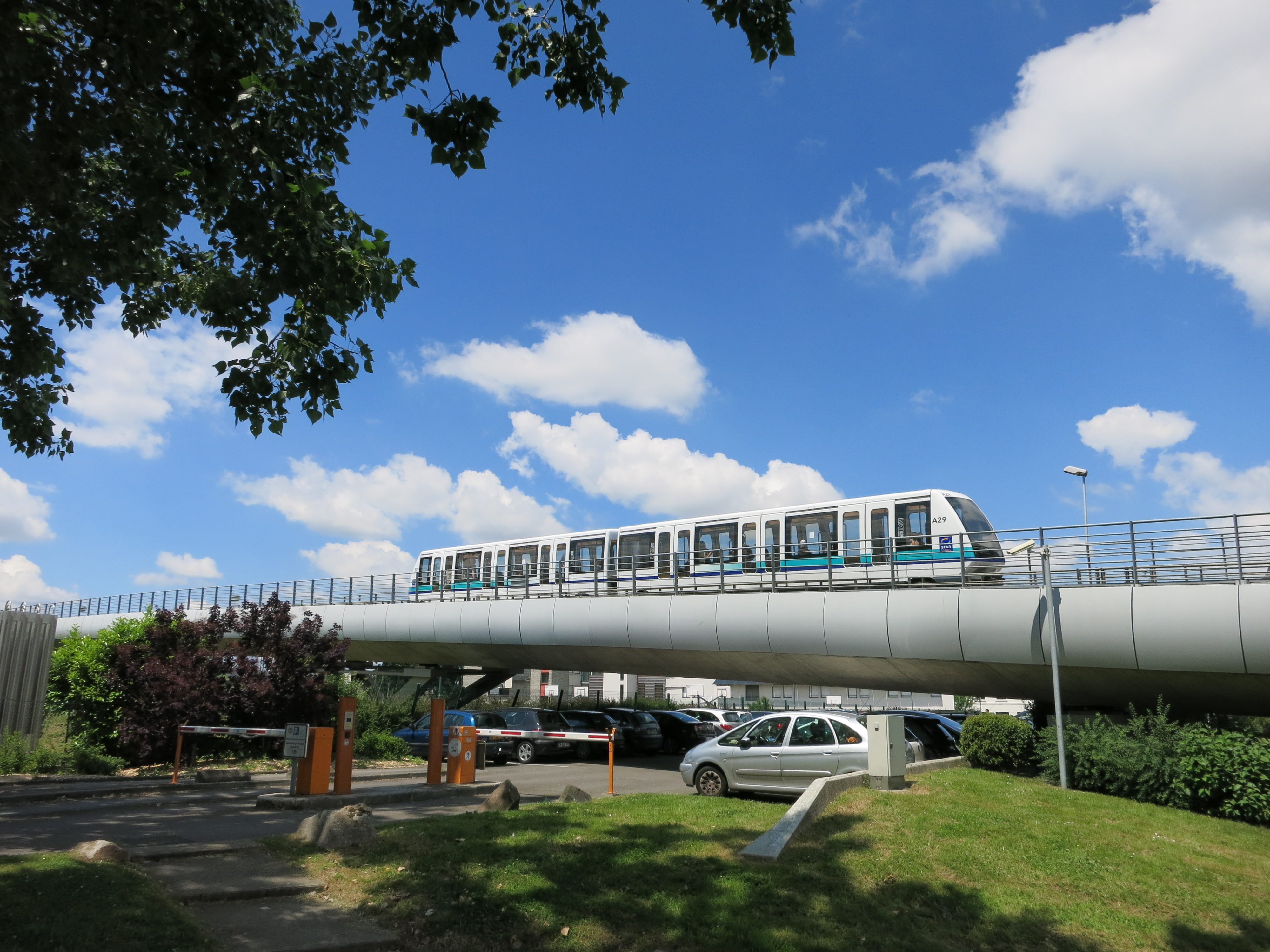
метро
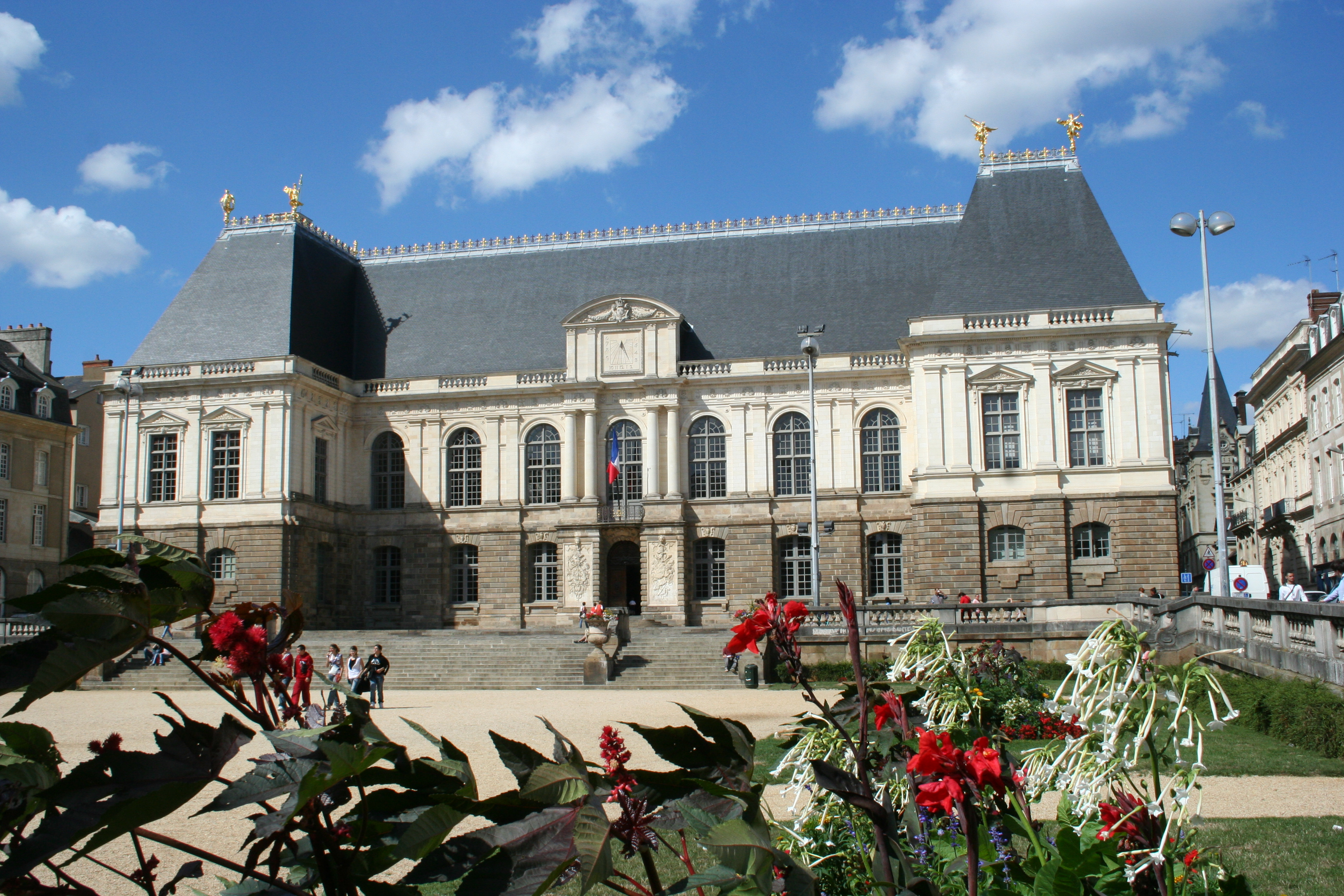
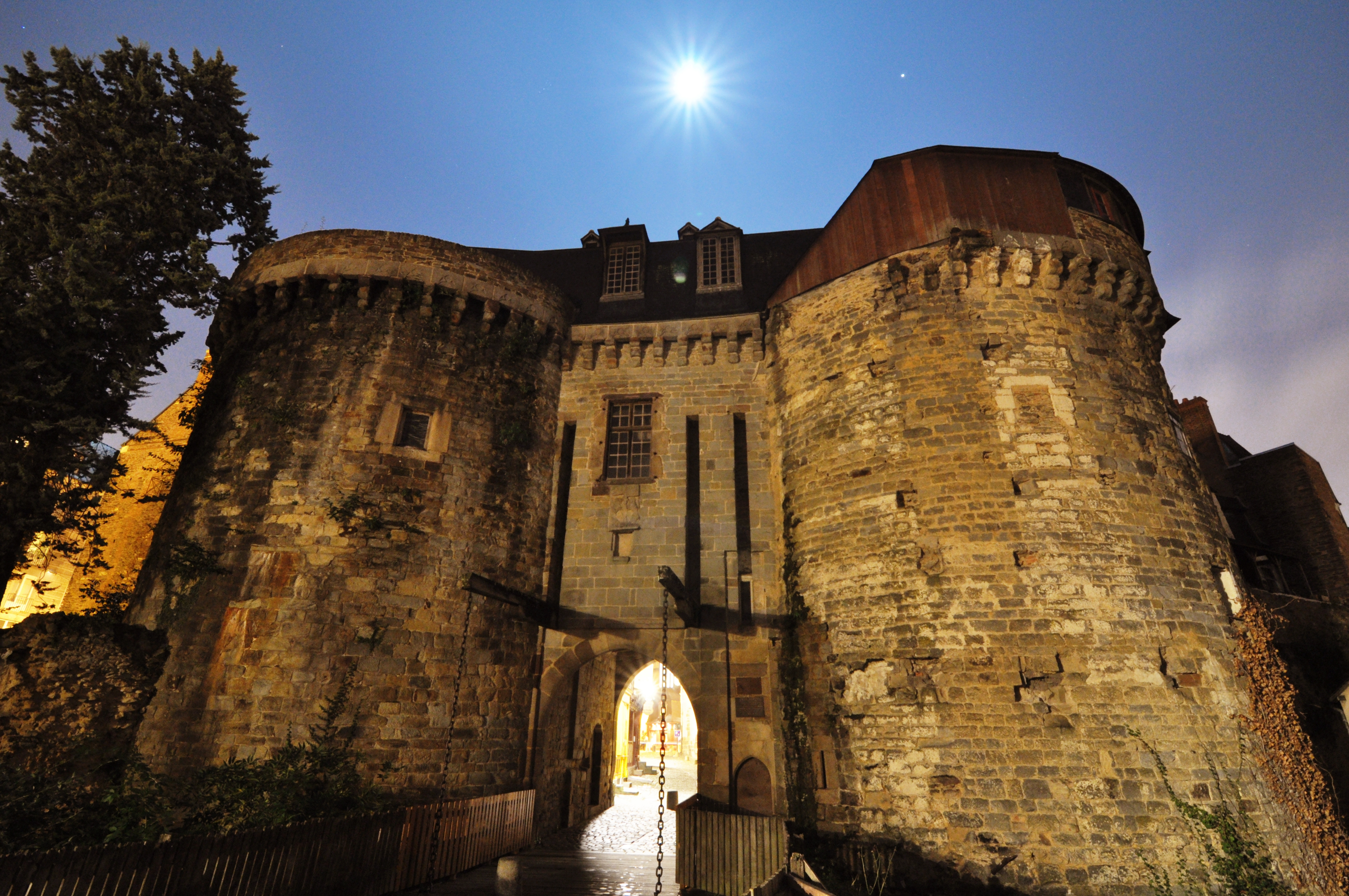
Ворота середньовічного Ренна
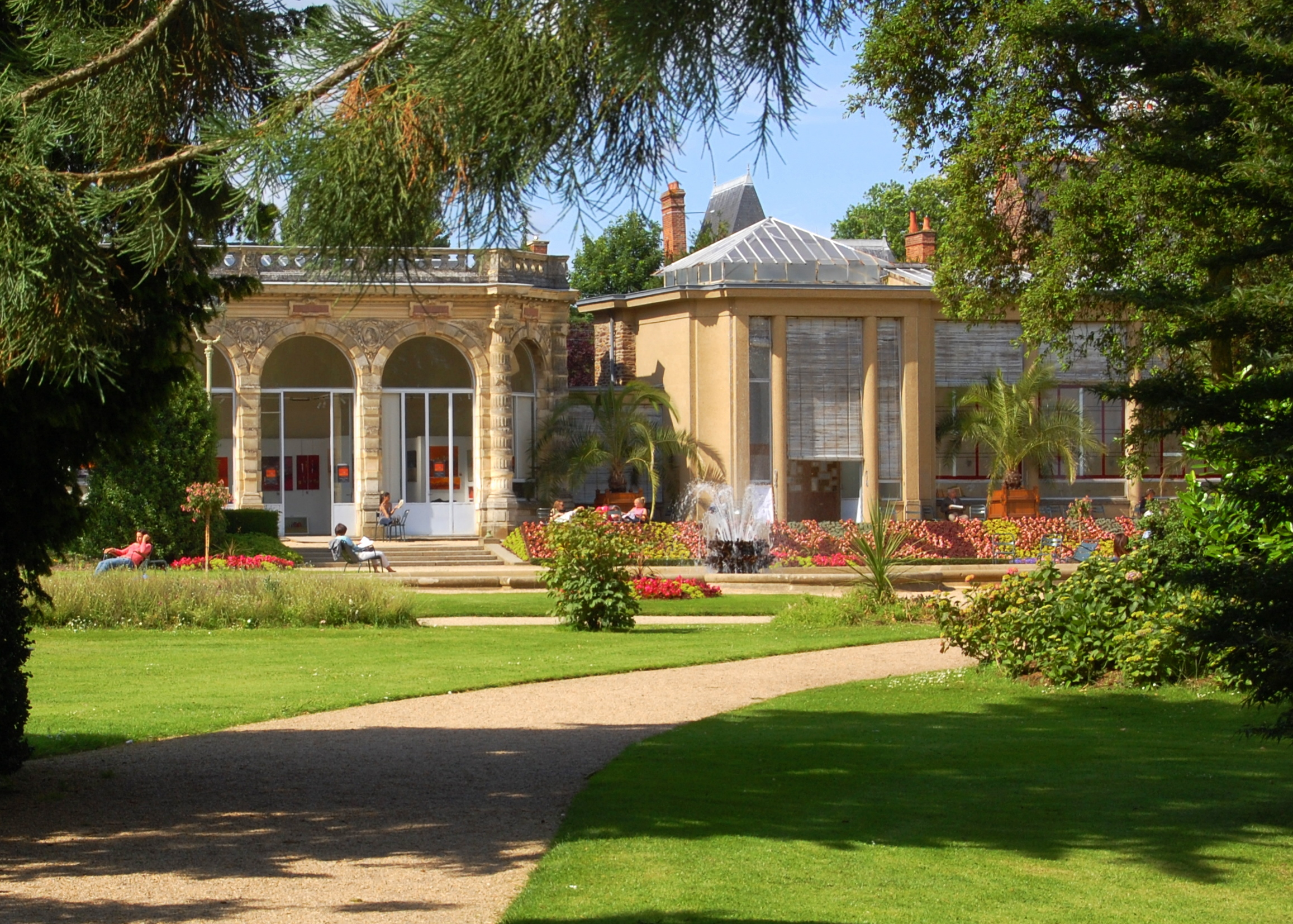